# Mar polar abierto

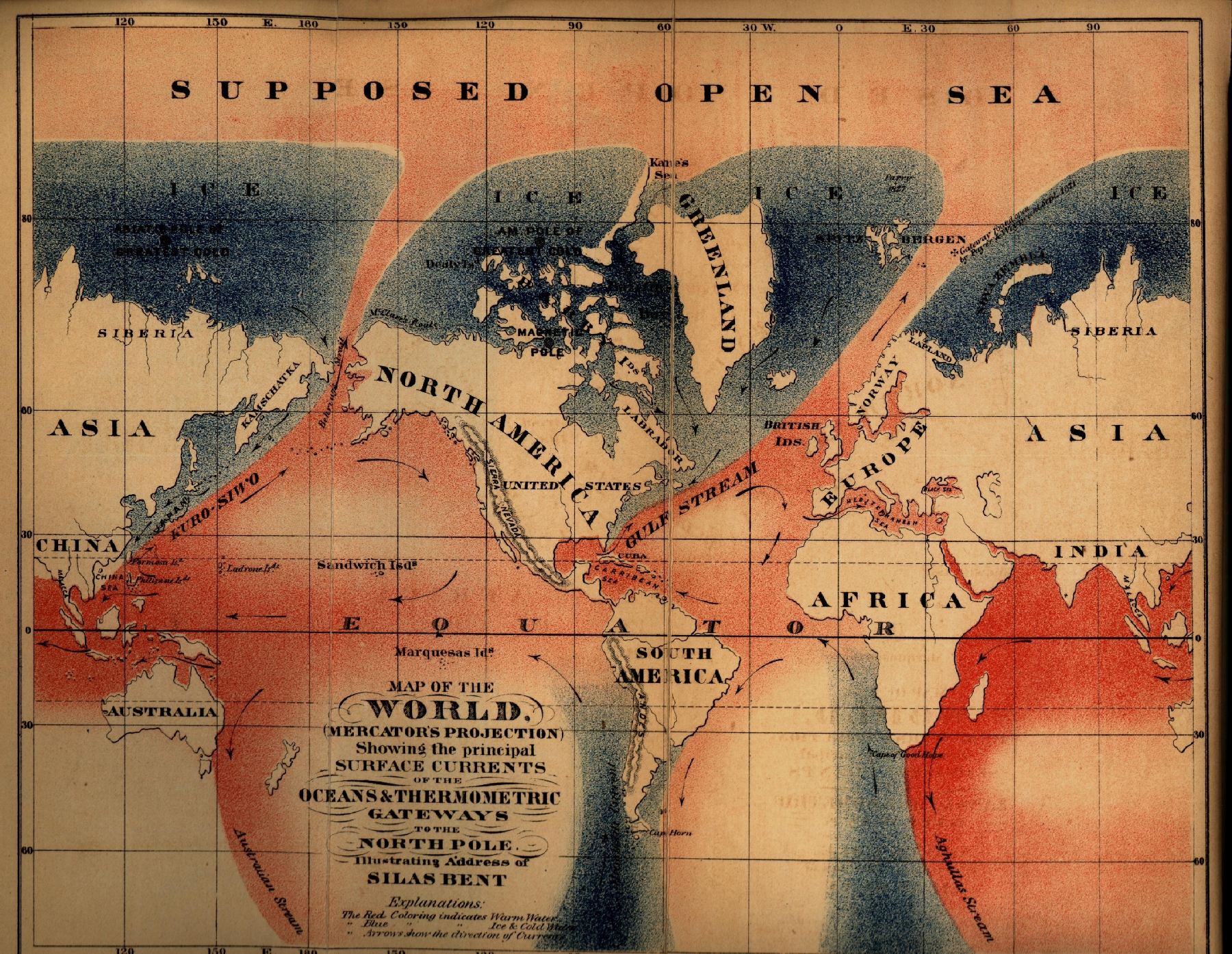
Mapa de Silas Bent de 1872 mostrando el supuesto mar polar abierto

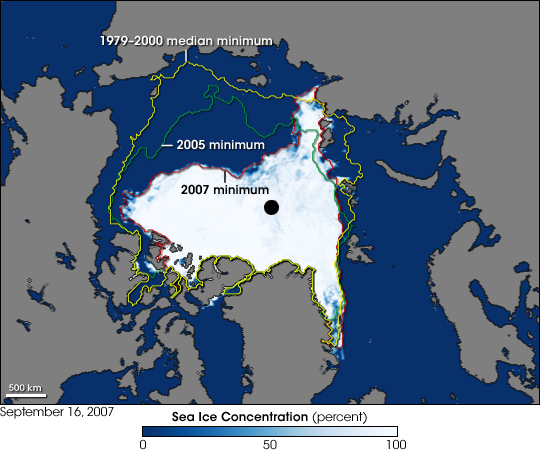
La contracción del Ártico a partir de 2007 en comparación con años anteriores. El mar polar abierto, una falsa teoría geográfica, debería de haber ocupado el lugar del hielo ártico.

El mar polar abierto (en inglés, Open Polar Sea) fue una hipótesis científico-geográfica que esperaba encontrar un océano libre de hielo rodeando el polo norte. Esta nunca probada teoría (que finalmente demostraría ser falsa y hoy es una teoría científica obsoleta) fue en su tiempo tan ampliamente aceptada que muchas expediciones de exploración geográfica la utilizaron como justificación para intentar llegar al polo norte por mar, y también para encontrar una ruta marítima navegable entre Europa y el Pacífico que pasase a través del polo norte. 

## Antecedentes
La teoría de que la región del Polo Norte podría ser una ruta marítima practicable se remonta por lo menos al siglo XVI, cuando fue sugerida por Robert Thorne. Algunos expertos navegantes, como Willem Barents (1550-1557) y Henry Hudson (1565-1611), también creían en la existencia de un mar polar abierto. Durante un tiempo, la teoría fue abandonada debido a la experiencia práctica de los navegantes que se encontraban siempre con el hielo impenetrable en cuanto ponían rumbo Norte. Pero la idea fue recuperada de nuevo en el siglo XIX por algunos geógrafos teóricos, como el estadounidense Matthew Fontaine Maury (1806-73) y el alemán August Petermann (1822-78). En ese momento, había gran interés en la exploración polar debido a la búsqueda de la expedición perdida de Franklin en 1845, y muchos aspirantes a exploradores polares de nuevo creyeron en esa teoría, en particular Elisha Kent Kane (1820-1857), Isaac Israel Hayes (1832-81) y George Washington DeLong (1844-1881). Se creía que un barco una vez que lograse dejar atrás las regiones de la gruesa capa de hielo que habían descrito antiguos exploradores anteriores, encontraría un mar templado más allá.

## Justificación de la teoría
Dado que hoy se sabe que el Polo Norte está cubierto por una gruesa capa de hielo, la idea del mar polar abierto parece totalmente ridícula. Sin embargo, en los siglos XVI-XIX la teoría fue popular y sus partidarios esgrimieron muchos argumentos para justificarla, entre otros los siguientes: 
- dado que el hielo marino se forma solamente en la proximidad de la tierra (ahora se sabe que esto también es una falsa teoría), si no hubiera tierra cerca del polo norte, no habría hielo;
- dado que durante todo el verano ártico el sol luce de forma permanente, el calor debería derretir todo el hielo;
- el hecho de que los exploradores rusos habían encontrado grandes zonas de mar abierto al norte del archipiélago Svalbard, por lo que seguramente deberían de existir otras áreas de aguas abiertas en otras partes;
- la hipótesis de que las corrientes cálidas hacia el norte tales como la corriente del Golfo y la corriente de Kuroshio deberían salir a la superficie y dar lugar a un mar libre de hielo cerca del Polo, elaborada por Maury, Petermann y otros científicos que estudiaron las corrientes oceánicas en el siglo XIX;
- la extrapolación de las lecturas de temperaturas tomadas en las regiones subpolares, lo que indicaba que las regiones más frías estarían alrededor de los 80° de latitud norte en lugar de en el mismo Polo;
- los patrones de migración de ciertos animales, que parecían indicar que la región polar era un lugar acogedor para vivir.

## Descrédito
La teoría del mar polar abierto fue desacreditada poco a poco por el fracaso de las expediciones que intentaban navegar por ese mar polar desde los años 1810 hasta la década de 1880. Los informes de varios exploradores acerca de la existencia de aguas abiertas en algunos tramos del estrecho de Nares —como Elisha Kent Kane o Isaac Israel Hayes—, aumentaron el optimismo en la teoría en los años 1850 y 1860. El apoyo inicial de DeLong se desvaneció cuando navegando a bordo del Jeannette por el estrecho de Bering con la esperanza de encontrar una puerta abierta al Polo Norte fue recibido por un mar continuo de hielo. Después de una larga deriva, el hielo trituró el Jeannette y los supervivientes regresaron a casa con noticias de primera mano de un mar cubierto de hielo polar. Otros exploradores, como el británico George Nares (1831-1915) también lo confirmaron. Cuando Fridtjof Nansen (1861-1930) y Otto Sverdrup (1854-1930) atrapados en la banquisa polar quedaron a la deriva a bordo del Fram en 1893-95, la teoría del mar polar abierto quedó definitivamente desacreditada. 

## Deshielo ártico
Sin embargo, estudios científicos en la década de 2000 sobre el calentamiento global proyectan que, a finales del siglo XXI, el retroceso anual estival de la capa de hielo polar podría dejar grandes zonas del océano Ártico (deshielo ártico) como aguas abiertas. Aunque el Polo Norte podría permanecer cubierto de hielo en invierno, se podría desarrollar a lo largo de la costa norte de Asia un paso marino estacional navegable desde Europa hasta el Pacífico. Algunos casos de áreas próximas al Polo Norte libres de hielo ya se han descubierto.